# Botola 1 Pro 2013-2014
La Botola 1 Pro 2013-14 è stata la 58 edizione della massima divisione del Campionato marocchino di calcio. In questa stagione giocato in 16 squadre per 30 giornate, per un totale di 240 partite. I primi due club si accedono alla CAF Champions League 2013, al terzo posto accede alla Coppa della Confederazione CAF 2014, al quarto posto accede alla Champions League araba 2013, invece gli ultimi due scenderanno alla Botola 2 Pro 2014-2015. Inoltre in questa stagione la squadra campione si qualifica alla Coppa del mondo per club FIFA 2014, in qualità di rappresentante del paese ospitante. La squadra campione in carica è il Raja Casablanca

## Squadre partecipanti
| Club                         | Città      | Stadio                          | Stagione               | 2012-13 |
| ---------------------------- | ---------- | ------------------------------- | ---------------------- | ------- |
| Raja Casablanca              | Casablanca | Stade Mohamed V                 | Botola 1 Pro 2012-2013 | 4°      |
| Difaâ d'El Jadida            | El Jadida  | Stadio El Abdi                  | Botola 1 Pro 2012-2013 | 5°      |
| Far Rabat                    | Rabat      | Stade de prince moulay abdellah | Botola 1 Pro 2012-2013 | 7°      |
| Wydad Casablanca             | Casablanca | Stade Mohamed V                 | Botola 1 Pro 2012-2013 | 3°      |
| Olympique de Khouribga       | Khouribga  | Stadio di Phosphate             | Botola 1 Pro 2012-2013 | 10°     |
| Moghreb Athletic Tétouan     | Tétouan    | Stadio Saniat Rmel              | Botola 1 Pro 2012-2013 | 1°      |
| Maghreb de Fes               | Fès        | Stadio di Fès                   | Botola 1 Pro 2012-2013 | 6°      |
| Kawkab de Marrakech          | Marrakech  | Stade de Marrakech              | Botola 2 Pro 2012-2013 | ?       |
| Hassania Agadir              | Agadir     | Stade Adrar                     | Botola 1 Pro 2012-2013 | 11°     |
| Renaissance Berkane          | Berkane    | Stade Municipal de Berkane      | Botola 2 Pro 2012-2013 | 1°      |
| Olympique Club de Safi       | Safi       | Stade El Massira                | Botola 1 Pro 2012-2013 | 9°      |
| Association Sportive de Salé | Salé       | Stade Boubker Ammar             | Botola 2 Pro 2012-2013 | ?       |
| Chabab Rif al Hoceima        | Al Hoceima | Stadio Mimoun Al Arsi           | Botola 1 Pro 2012-2013 | 13°     |
| Kénitra Athlétic Club        | Kenitra    | Stadio municipale di Kénitra    | Botola 1 Pro 2012-2013 | 12°     |
| Fath Union Sport de Rabat    | Rabat      | Stade de prince moulay abdellah | Botola 1 Pro 2012-2013 | 2°      |
| Wydad Fes                    | Fès        | Stadio di Fès                   | Botola 1 Pro 2012-2013 | 14°     |

## Classifica
|                    | Pos. | Squadra          | Pt | G  | V  | N  | P  | GF | GS | DR  |
| ------------------ | ---- | ---------------- | -- | -- | -- | -- | -- | -- | -- | --- |
| Marocco (bandiera) | 1.   | Moghreb Tétouan  | 58 | 30 | 16 | 10 | 4  | 36 | 25 | +11 |
|                    | 2.   | Raja Casablanca  | 55 | 30 | 16 | 7  | 7  | 40 | 15 | +25 |
|                    | 3.   | Kawkab Marrakech | 48 | 30 | 11 | 15 | 4  | 30 | 19 | +11 |
|                    | 4.   | FUS Rabat        | 48 | 30 | 12 | 12 | 6  | 31 | 21 | +10 |
|                    | 5.   | Difaâ El Jadida  | 45 | 30 | 10 | 15 | 5  | 29 | 20 | +9  |
|                    | 6.   | Wydad Casablanca | 43 | 30 | 10 | 13 | 7  | 34 | 29 | +5  |
|                    | 7.   | FAR Rabat        | 39 | 30 | 9  | 12 | 8  | 29 | 28 | +1  |
|                    | 8.   | Hassania Agadir  | 38 | 30 | 10 | 8  | 12 | 36 | 43 | -7  |
|                    | 9.   | RS Berkane       | 35 | 30 | 6  | 17 | 7  | 24 | 22 | +2  |
|                    | 10.  | CRA              | 35 | 30 | 10 | 6  | 14 | 24 | 31 | -7  |
|                    | 11.  | Olympique Safi   | 33 | 30 | 7  | 12 | 11 | 28 | 30 | -2  |
|                    | 12.  | Kénitra          | 32 | 30 | 6  | 14 | 10 | 21 | 31 | -10 |
|                    | 13.  | Maghreb Fès      | 31 | 30 | 7  | 10 | 13 | 27 | 36 | -9  |
|                    | 14.  | Ol. Khouribga    | 31 | 30 | 8  | 9  | 13 | 20 | 35 | -15 |
|                    | 15.  | AS Salé          | 29 | 30 | 6  | 11 | 13 | 25 | 33 | -8  |
|                    | 16.  | Wydad Fès        | 26 | 30 | 5  | 11 | 14 | 26 | 41 | -15 |

Legenda:

      Campione del Marocco e ammessa alla CAF Champions League 2015 e alla Coppa del mondo per club FIFA 2014

      Ammessa alla CAF Champions League 2015

      Ammessa alla Coppa della Confederazione CAF 2015

      Retrocesse in Botola 2 2014-2015